# Los Pitufos 2
Los Pitufos 2 es una película en 3D que fue lanzada el 31 de julio de 2013. Es una secuela de la película de 2011 Los Pitufos, producida por Sony Pictures Animation y distribuida por Columbia Pictures y basada en la serie de historietas homónima creada por Peyo en 1958.
La película ha sido dirigida de nuevo por Raja Gosnell, quien ha contado con el elenco anterior y las nuevas incorporaciones de Christina Ricci y J.B. Smoove como los miembros de los Malotes, y Brendan Gleeson como el padrastro de Patrick Winslow. La película es también un homenaje al actor Jonathan Winters, voz de Papá Pitufo, tras fallecer durante el rodaje el 11 de abril de 2013.

## Argumento
4 años después de los eventos de la  primera entrega la película comienza contándonos cómo llegó a la aldea Pitufina. Pitufina está teniendo pesadillas sobre traicionar a sus hermanos pitufos y entregarlos a Gargamel. Mientras tanto, los Pitufos están preparando una fiesta sorpresa para el cumpleaños de Pitufina, pero como Pitufina trata de averiguar lo que están planeando sus hermanos pitufos, ninguno de ellos está diciendo una palabra. Ella cree que esto significa que ahora no es bienvenida en el pueblo como un pitufo.
En París están Gargamel y su gato. Gargamel es ahora una atracción estrella, siendo increíble con su magia, pero él ve que se está quedando sin esencia pitufo que le da sus poderes mágicos. Con sus nuevas creaciones, los Traviesos Vexy y Hackus, Gargamel planea abrir un portal para el pueblo pitufo con la Torre Eiffel como un conducto para que pueda secuestrar a Pitufina y, a través de ella, conseguir la fórmula secreta de Papá Pitufo para crear Pitufos. Sin embargo, como el portal que creó no es lo suficientemente grande como para que él vaya a través, Gargamel toma a Vexy y la envía a través del portal para agarrar a Pitufina y llevarla a París. Uno de los Pitufos es testigo del secuestro de Pitufina e informa a Papá Pitufo.
Papá Pitufo usa su magia para crear cristales que permitan a varios de sus Pitufos viajar directamente a la residencia de Patrick Winslow en la ciudad de Nueva York con el fin de obtener su ayuda para rescatar a Pitufina. Él tenía planeado originalmente que Filósofo, Fortachón y Valiente usaran los cristales; pero, debido a un accidente de Tontín, él, Gruñón y Vanidoso los utilizan. Papá y los tres pitufos llegan al apartamento después de la celebración del cuarto cumpleaños de Azul, donde se reúnen con los Winslow y el padrastro de Patrick, Víctor Doyle, un hombre que es una vergüenza constante para Patrick. Los Pitufos pronto descubren dónde está Gargamel y, por esto, tanto ellos como los Winslow partieron hacia París para encontrarlo. Después de su llegada a París, Patrick y su esposa Grace trabajan junto con Víctor para distraer a Gargamel durante una de sus actuaciones, mientras que los Pitufos se cuelan entre los vestidores para encontrar a Pitufina, sólo para descubrir el plan de Gargamel. Al mismo tiempo, Pitufina se escapa de su prisión y Vexy y Hackus la persiguen. A su regreso a la habitación de hotel de Gargamel con los Traviesos, Gargamel la presenta con un regalo, su propia pequeña varita dragón como un acto fingido de bondad, alegando que él era el padre de Pitufina todo el tiempo y que Papá Pitufo no tenía interés en ella.
Pitufina sigue siendo renuente a darle a Gargamel lo que quería, hasta que ve que los Traviesos están muriendo debido a la falta de esencia Pitufo. Al darse cuenta de que la fórmula secreta es la única manera de salvarlos, Pitufina la escribe rápidamente abajo y Gargamel lo mezcla hasta convertir a los Traviesos en Pitufos reales. Inmediatamente después de que se convierten en Pitufos, el malvado hechicero les pone en su Pitufilador para poder llevar a cabo el resto de su plan. Mientras tanto, Patrick, Víctor, y los Pitufos trabajan juntos para rescatar a Pitufina. Los Pitufos son capturados pronto y se ponen en el Pitufilador y son utilizados para dar poder a una varita dragón más grande.
Patrick y Víctor llegan a tiempo para destruir el Pitufilador, causando que la esencia Pitufo fuese destruida en un incendio. Desafortunadamente, Gargamel ha ganado suficiente poder para usar su nueva varita contra los Pitufos y sus aliados. Vexy y Hackus se unen con los Pitufos en contra de su antiguo maestro. Luego cae sobre la Catedral de Notre Dame, donde lleva accidentalmente un buitre de piedra a la vida que luego lo lanza a la cima de la Torre Eiffel, donde se encendieron los fuegos artificiales, lanzándolo por los aires. Como Gargamel ya no es una amenaza, Vexy y Hackus, los dos nuevos Pitufos, se despiden de los Winslow y regresan a casa con el resto de los Pitufos. En una escena poscréditos, Gargamel y Azrael (obligado por Gargamel a ir con él) se tiran en el portal, el cual los envía de vuelta a su castillo.

## Reparto
| Personaje               | Protagonista                   | Actor de doblaje        | Actor de doblaje           |
| Humanos                 | Humanos                        | Humanos                 | Humanos                    |
| ----------------------- | ------------------------------ | ----------------------- | -------------------------- |
| Patrick Winslow         | Neil Patrick Harris            | Enzo Fortuny            | Miguel Ángel Garzón        |
| Grace Winslow           | Jayma Mays                     | Nallely Solís           | Mar Bordallo               |
| Victor Doyle            | Brendan Gleeson                | José Luis Orozco        | Julio Lorenzo              |
| Blue Winslow            | Jacob Tremblay                 | Emiliano Ugarte         | Álvaro Balas               |
| Gargamel                | Hank Azaria                    | Germán Fabregat         | José Luis Angulo           |
| Azrael                  | Frank Welker                   | Daniel Lacy             | ¿?                         |
| Pitufos                 |                                |                         |                            |
| Papá Pitufo             | Jonathan Winters (†)           | Armando Réndiz          | Javier Franquelo           |
| Pitufina                | Katy Perry                     | Toni Rodríguez (†)      | Ainhoa Martín              |
| Hackus                  | J. B. Smoove                   | Yordi Rosado            | Antonio Domínguez          |
| Vexy                    | Christina Ricci                | Gloria Aura             | Guiomar Alburquerque Durán |
| Vexy                    | Britney Spears (canción final) | Gloria Aura             | Guiomar Alburquerque Durán |
| Pitufo Gruñón           | George Lopez                   | Enrique Cervantes       | Pablo Adán                 |
| Pitufo Tontín           | Anton Yelchin (†)              | Víctor Ugarte           | Adrián Viador              |
| Pitufo Vanidoso         | John Oliver                    | Ricardo Tejedo          | Eduardo Bosch              |
| Pitufo Filósofo         | Fred Armisen                   | Héctor Emmanuel Gómez   | Rafa Romero                |
| Pitufo Goloso           | Kenan Thompson                 | Alfredo Gabriel Basurto | Ignasi Díaz                |
| Pitufo Bromista         | Paul Reubens (†)               | Moisés Iván Mora        | Fernando Cabrera           |
| Pitufo Chef             | Wolfgang Puck                  | Ismael Castro           | ¿?                         |
| Pitufo Valiente / Bravo | Alan Cumming                   | Raúl Anaya              | ¿?                         |
| Pitufo Fortachón        | Gary Basaraba                  | Dafnis Fernández        | Rafael Azcárraga           |
| Pitufo Narrador         | Tom Kane                       | Rubén Moya              | Gregorio Tavío             |
| Pitufo Labrador         | Joel McCrary                   | Rolando de Castro       | ¿?                         |
| Pitufo Sociable         | Mario Lopez                    | Jaime Alberto Carrillo  | Fernando Cordero           |

### Voces Adicionales
- Gerardo García
- Romina Marroquín Payró
- Edson Matus
- Gabriela Guzmán
- Marc Winslow

Nota: En la segunda película, la voz anterior que interpretó el Pitufo Fortachón Óscar Flores ahora es sustituido por Dafnis Fernández.

## Producción
El 9 de agosto de 2011, Sony Pictures Animation ha anunciado una secuela de ser puesto en libertad el 21 de julio de 2012, que fue reprogramada posteriormente al 19 de julio de 2012 (un año y dos días después del lanzamiento de su predecesor). El director Raja Gosnell y el productor Jordan Kerner volverá. Britney Spears confirmó que arrebataría a Katy Perry su papel como Pitufina, pero al final no lo consiguió y es la que sigue poniendo la voz. Sony comenzó a trabajar en la secuela en 3 de enero de 2011 con escritores J. David Stem, David N. Weiss, Jay Scherick y David Ronn. A finales de junio de 2011, el primer borrador del guion fue completado. El rodaje tendrá lugar en Montreal, Canadá. El 26 de abril de 2012, Sony anunció que la película ha entrado en producción ahora.

## Música

### Banda sonora
Music from and Inspired by The Smurfs 2, la banda sonora de la película, se lanzó al mercado el 23 de julio de 2013.. Britney Spears contribuyó en una canción original titulada «Ooh La La», la que se lanzó como el primer sencillo de la banda.
| N.º | Título              | Música                      | Duración |  |
| 1.  | «Ooh La La»         | Britney Spears              | 4:14     |  |
| 2.  | «Vacation»          | G.R.L.                      | 3:36     |  |
| 3.  | «Magik 2.0»         | Becky G con Austin Mahone   | 3:05     |  |
| 4.  | «Live It Up»        | Owl City                    | 2:57     |  |
| 5.  | «Everything Breaks» | Sophia Black                | 3:26     |  |
| 6.  | «Forget You»        | Cady Groves                 | 3:46     |  |
| 7.  | «Hey Chica»         | Kiana Brown                 | 3:17     |  |
| 8.  | «High Life»         | Nelly Furtado con Ace Primo | 4:19     |  |
| 9.  | «Tutti Frutti»      | Buckwheat Zydeco            | 2:29     |  |
| 10. | «I'm Too Smurfy»    | Right Said Fred             | 2:46     |  |

11.thi is what rock n roll looks like -porcelain black 
El lanzamiento japonés tiene una canción llamada "Hitomi no Tobira" de Minami Takahashi de AKB48, la actriz de doblaje de Pitufina.